# Битва за Кротон
Битва за Кротон – епізод бойових дій Піррової війни, внаслідок якого римлянам вдалось відновити свій контроль над грецьким містом Кротон (східне узбережжя півострова Калабрія). 
У 278 р. до н.е. епірський цар Пірр відгукнувся на заклик мешканців грецьких колоній Сицилії допомогти у війні з карфагенянами. Він побачив у цьому нагоду підкорити собі багатий острів, а можливо і завоювати не менш привабливі землі Карфагену в Африці. Хоча Пірр діяв на Сицилії не без успіху, проте за цей час полишені ним без підтримки союзники з Апеннінського півострова почали програвати війну з римлянами (для боротьби проти яких епірський цар власне і з’явився в Італії).  
У 277 р. до н.е. римський консул Публій Корнелій Руфін вторгнувся до Калабрії, маючи за мету оволодіти містом Кротон, в якому спалахнули проримські заворушення (за кілька років до того, у 282 р. до н.е., на прохання кротонців до них ввели римську залогу для захисту від бруттіїв, проте із прибуттям Пірра місто перейшло на сторону епірського царя). Втім, допоки Руфін дійшов до Кротону ситуація в останньому змінилась. Прихильники Пірра послали за підмогою до Нікомаха, котрий командував гарнізоном Пірра у Таренті. Останній прибув вчасно та узяв Кротон під свій контроль. Оскільки консул не знав про це та підійшов до Кротону як до дружнього міста, він зазнав поразки під час раптової вилазки з нього.
Тоді Руфін вирішив оволодіти Кротоном за допомогою хитрощів. Він домовився з двома полоненими, котрі мали видавати себе за дезертирів. Перший повідомив кротонцям, що консул зневірився у можливості узяти їх місто та вирішив вирушити до Локрів (ще одне грецьке місто на півдні Калабрії, котре разом з Кротоном отримало римську залогу для захисту від бруттіїв, проте потім так само перейшло до Пірра), куди його закликали мешканці. Дещо пізніше прибув другий удаваний дезертир, який розказав про рух Руфіна по локрійській дорозі. Нікомах повірив цим повідомленням, оскільки римське військо дійсно знялось із табору та рушило від Кротону, тому узяв свій загін і спішно рушив на Локри іншим шляхом.
Руфін, перечекавши неподалік від Кротону допоки полководець Пірра відійде достатньо від міста, під прикриттям туману повернувся до нього та захопив раптовим нападом.  
Дізнавшись, як його провели, Нікомах почав вертатись до Кротону, проте був перехоплений по дорозі римлянами та втратив у бою багато воїнів. Це, в свою чергу, призвело до переходу Локрів на сторону Риму (втім, після повернення Пірра з Сицилії це місто перебило римську залогу і знов опинилось у руках епірського царя, що, втім, не врятувало його від жорстоких репресій Пірра).